# Cération
 (mars 2023).
Si vous disposez d'ouvrages ou d'articles de référence ou si vous connaissez des sites web de qualité traitant du thème abordé ici, merci de compléter l'article en donnant les références utiles à sa vérifiabilité et en les liant à la section « Notes et références ».
La cération est un processus chimique assez commun en alchimie. En effet, c'est l'un des douze procédés alchimiques vitaux communément acceptés.
Principe de la cération : ajouter continuellement un liquide à une substance pendant sa cuisson (voir calcination). Le résultat de la cération est une substance plus douce que la substance initiale et d'aspect cireux.